# Stadtbibliothek und Post

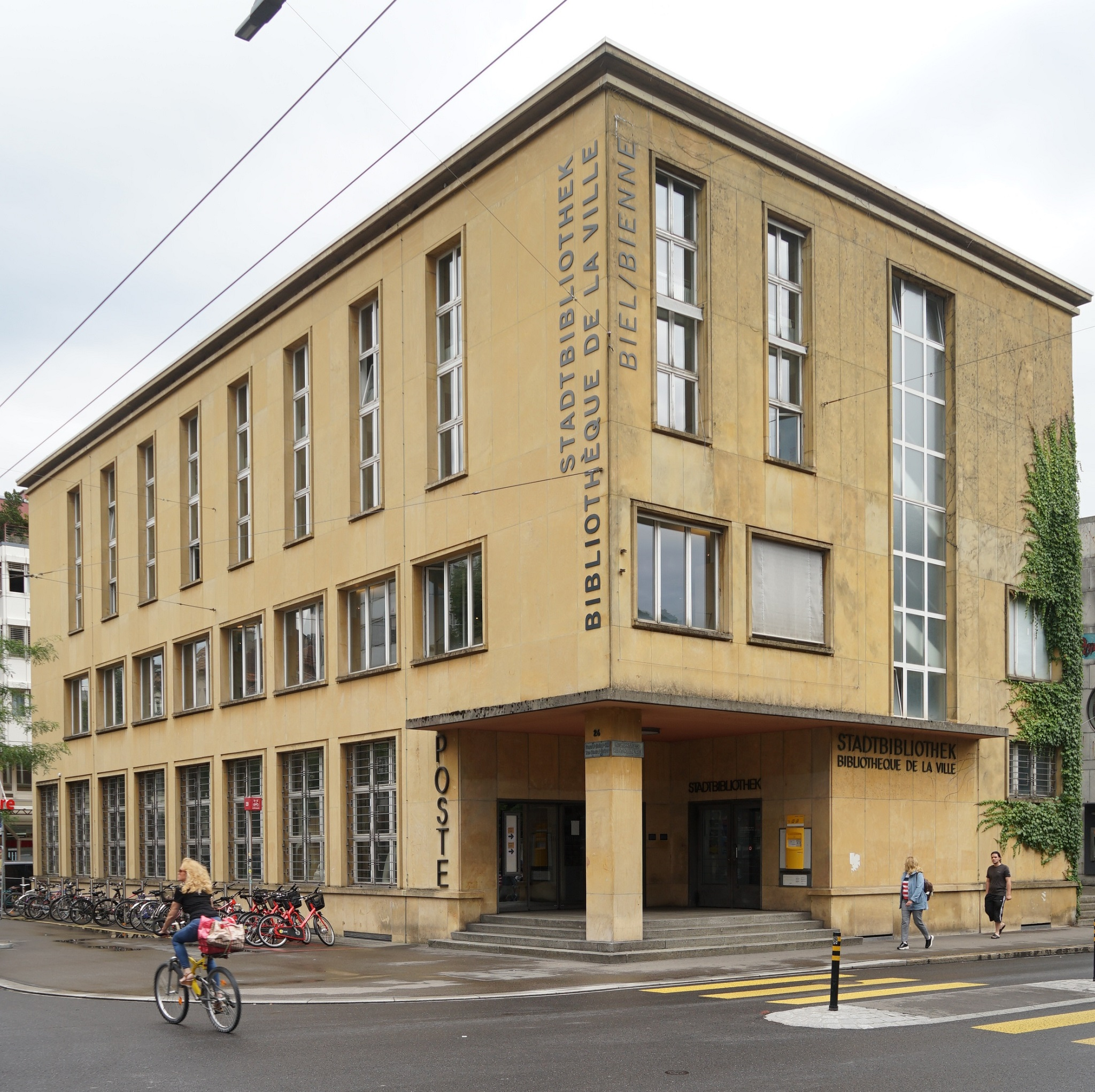
Stadtbibliothek und Post, Gesamtansicht von Norden (2022)

Das Gebäude Stadtbibliothek und Post in Biel im Kanton Bern in der Schweiz wurde bis 1934 errichtet. Die Kombination von Stadtbibliothek und Postamt im Stil der «Bieler Moderne» gilt als typologische Besonderheit und steht als Kulturgut unter Denkmalschutz.

## Lage
Das Bauwerk befindet sich im Quartier Neustadt Nord (Nouvelle ville nord) südlich der Bieler Altstadt. Es liegt an der General-Dufour-Strasse (Nummer 26) und schliesst den Neumarktplatz nach Süden ab. Ergänzt um einen Neubau grenzt der Komplex an allen vier Gebäudeseiten an Strassen. Westlich und nordwestlich gegenüber befinden sich das Dufour-Schulhaus (1817, 1863 erweitert) und das Wohn- und Geschäftshaus «Sporting» von 1955. Beide Gebäude sind ebenfalls unter Schutz gestellt.

## Geschichte
Der Altbau wurde in den Jahren 1932 bis 1934 nach einem Wettbewerb errichtet. Der Entwurf stammt vom Architekten Otto Stücker und von Karl von Büren vom Stadtbauamt Bern. Nach einem weiteren Wettbewerb wurde der Baukomplex von 1988 bis 1991 um einen Anbau ergänzt. Der Entwurf stammte von der Werkgruppe agw, die Projektleitung hatte Reinhard Briner.

## Beschreibung
Das Gebäude ist ein längsrechteckiger Massivbau mit vier Geschossen und einem flachen Walmdach. Das hohe Erdgeschoss mit der Schalterhalle der «Neumarktpost» hat acht raumhohe Fenster zum Marktplatz. Ihre Gitter stammen aus der Erbauungszeit. Die Fenster des ersten Obergeschosses sind niedriger, haben aber die gleiche Breite, während die beiden obersten Geschosse schmale, hohe Fensterbänder haben, die über beide Stockwerke hinweggreifen. An der Westseite kennzeichnet ein Fensterband, das drei Geschosse überspannt, das Treppenhaus. Die Ostseite zeigt fünf Fensterachsen. Die Fenster der Schalterhalle sind wiederum raumhoch, die des zweiten und vierten Geschosses haben die Grösse der Fenster des zweiten Stocks der Platzseite, die des dritten Stocks sind etwas niedriger. Im vierten Geschoss ist ihre Zahl auf vier reduziert, die strenge Symmetrie dieser Fassade bleibt jedoch gewahrt.
Die völlig glatt wirkenden Fassaden sind mit gelben hauteriveartigen Kunststeinplatten verkleidet. Plastizität gewinnt der Bau durch das Fensterbankgesims im Erdgeschoss, die Fensterrahmungen und den kranzgesimsartigen Abschluss. Bei Betrachtung vom Strassenniveau ist das Walmdach nicht zu sehen.
Der gemeinsame Eingangsbereich von Bibliothek und Postamt an der Nordwestecke ist eingezogen und wird von einem leicht auskragenden Flachdach abgeschlossen. In schwarzen Grossbuchstaben ist die Fassade der Schalterhalle raumhoch mit dem Schriftzug «POSTE» versehen, während die weiteren drei Stockwerke an der Gebäudeecke den Schriftzug «STADTBIBLIOTHEK | BIBLIOTHÈQUE DE LA VILLE | BIEL/BIENNE» tragen, wobei die Ortsnamen an der Westseite angebracht sind.
Der mit grauen Platten verkleidete Erweiterungsbau schliesst sich L-förmig an den Altbau an. Die Lücke zwischen Neu- und Stückerbau wird vom Glasdach des Lesesaal und einem zweiten Eingang geschlossen. Als Bibliotheks- und Archivbau sind die Wandflächen meist geschlossen. Natürliche Belichtung erfolgt durch dreieckige Oberlichtbänder.
Das Gebäude Stadtbibliothek und Post ist nahezu unverändert erhalten und «als Kombination von Bibliothek und Post eine typologische Besonderheit». Es ist Teil der «Baugruppe H» (Neumarktplatz) und in das Schweizerische Inventar der Kulturgüter von regionaler Bedeutung (Kategorie B) eingetragen.
Biel wurde 2004 mit dem Wakkerpreis des Schweizer Heimatschutzes (SHS) ausgezeichnet.

## Nutzung
Die Stadtbibliothek Biel (französisch Bibliothèque de la Ville de Bienne) wurde 1765 gegründet. Sie ist die älteste Kultur- und Bildungsinstitution der Stadt und zählt zu den grössten zweisprachigen Bibliotheken des Landes. Sie verzeichnete 2014 400'000 Ausleihen und 300'000 Besucher, bei einem Bestand von 200'000 Medien und 10'000 aktiven Kunden. Der Altbau wird durch die Bibliothek für Veranstaltungen genutzt.
Das Erdgeschoss ist Schalterhalle der Postfiliale 2500 Biel/Bienne 3 Neumarkt/Marché-Neuf.

## Belege
1. 1 2 3 4 5  Das Gebäude im Bauinventar des Kantons. (abgerufen am 18. Januar 2024)
2. 1 2 3 4 5  architekturbibliothek.ch: Stadtbibliothek und Post. (abgerufen am 21. März 2022)
3. ↑  KGS-Nr.: 00785
4. ↑  bibliobe.ch: Stadtbibliothek Biel. (Pressemitteilung vom 6. November 2014; abgerufen am 21. März 2022)

Koordinaten: 47° 8′ 24,4″ N, 7° 14′ 55,5″ O; CH1903: 585595 / 221032